# L'Écriture du monde
L'Écriture du monde est un roman de François Taillandier paru le 6 mars 2013 aux éditions Stock. Il est le premier tome d'une trilogie historique couvrant la période depuis la fin de l’Empire romain d’Occident en 476 jusqu’à l’élection d’Hugues Capet en 987.

## Résumé
Le roman est découpé en trois parties suivant les destins de trois personnages qui ont façonné le VIe siècle :
- Cassiodore sénateur romain et conseiller du roi ostrogoth Théodoric le Grand, il tente une politique d'apaisement en Italie. Successeur de Boèce au poste de Magister officiorum, l'exécution de celui-ci reste comme une tache sur sa carrière. Il passe six ans à Constantinople auprès de l’empereur Justinien et contemple la Basilique Sainte-Sophie tout juste terminée. Il consacre la fin de sa vie à la création du monastère de Vivarium.  Le roman lui fait rencontrer Benoît de Nursie.
- Plusieurs années après la mort de Cassiodore, Léandre évêque d'Hispalis se rend au Vivarium, pour admirer l'œuvre de celui que l'on considère désormais comme un maître. Déçu de ce qu'il voit et du peu d'enthousiasme qu'il ressent, il expérience une crise de doute qui culminera en un cauchemar où il voit l'humanité dévorée par ses vices. Il décide de passer outre sa crise spirituelle et d'aider son ami Gregorius Anicius, futur pape Grégoire Ier et son petit frère Isidore, futur auteur des Etymologiae.
- Théolinda, de son vrai nom Théodelinde est la fille du duc Garibald Ier de Bavière et de la princesse lombarde Vuldetrade, fille du roi Waccho. Face aux hésitations de son père, elle s'enfuit à seize ans pour s'offrir au roi lombard Authari qui meurt un an après. Sommée selon la coutume de choisir un roi pour sa couche, elle épouse Agilulf, duc de Turin, acclamé roi à Milan en mai 591. De religion catholique, alors que son époux est arien, elle a une grande influence sur Agilulf et lui conseille de traiter avec Rome, de faire la paix avec l'Église et la Papauté dirigé par Grégoire le Grand avec qui elle entretient une correspondance. Agilulf finit par se convertir au catholicisme et fait baptiser son jeune fils Adaloald en 603. De nouveau veuve en 616, elle assume la régence pour Adaloald. Malheureusement, celui-ci n'est guère taillé pour la royauté et face à l'opposition du parti hostile à l'église, il s'enfuit et disparaît peu après.